# Hengli Petrochemical
Hengli Petrochemical Company Limited («Хэнли Петрокэмикл») — китайская нефтеперерабатывающая и нефтехимическая компания. Основана в 1999 году, штаб-квартира и основные производственные мощности расположены в городе Далянь. Входит в число крупнейших публичных компаний страны и крупнейших химических компаний мира.
Контрольный пакет акций Hengli Petrochemical принадлежит Фань Хунвэй (12,6 %) и её мужу Чэнь Цзяньхуа (63,5 %), которые входят в число богатейших людей Китая. Среди институциональных инвесторов компании — Zhong Ou Asset Management, GF Fund Management и China Southern Asset Management.  

## Продукция
Компания Hengli Petrochemical специализируется на производстве нефтепродуктов, в том числе ароматических соединений, многоатомных спиртов и различных видов топлива (параксилен, уксусная кислота, терефталевая кислота, этиленгликоль, полиэфирная стружка, текстильные и промышленные полиэфирные волокна, полиэфирная плёнка, инженерный пластик, биоразлагаемые полимеры и другие материалы, бензин, дизельное топливо, авиационный керосин).
Продукция Hengli Petrochemical широко используется в производстве текстиля, пищевой упаковки, автомобилей, электроники и оптики, а также в логистике, строительстве и чистой энергетике.
Кроме того, предприятия Hengli Group производят широкий спектр нефтехимического оборудования, в том числе станков и линий для изготовления резиновых и пластиковых изделий (включая шины, плёнки и химические волокна).

## Производственные мощности
Главный нефтеперерабатывающий и нефтехимический комбинат Hengli Petrochemical расположен на острове Чансин в уезде Вафандянь (Далянь). Кроме того, большие нефтехимические заводы компании находятся в городах Хойчжоу (Гуандун) и Сучжоу (Цзянсу).

## Деятельность
По состоянию на 2020 год 48,2 % продаж Hengli Petrochemical приходилось на химические вещества, 19,7 % — на терефталевую кислоту, 11,7 % — на очищенную нефть и 11,7 % — на полиэфирную стружку. На китайский рынок приходилось 92,1 % выручки.   

## Дочерние компании
- Hengli (Dalian) Refining and Chemical
- Hengli Investment (Dalian)
- Hengli Petrochemical International (Singapore)